# (1646) Rosseland
(1646) Rosseland est un astéroïde de la ceinture principale.

## Description
(1646) Rosseland est un astéroïde de la ceinture principale. Il fut découvert le 19 janvier 1939 à Turku par Yrjö Väisälä. Il présente une orbite caractérisée par un demi-grand axe de 2,36 UA, une excentricité de 0,12 et une inclinaison de 8,4° par rapport à l'écliptique.

## Compléments